# 铁炉站 (地铁)
铁炉站是郑州地铁1号线和14号线的换乘站，位于中华人民共和国河南省郑州市中原区西流湖街道长椿路与齐达路交叉口南侧，启用于2017年1月12日。

## 车站结构
铁炉站分为1号线车站和14号线车站两部分，两座车站为平行布置，主体结构均位于长椿路与齐达路交叉口南侧地下，沿长椿路呈南北向布置。

### 车站楼层
铁炉站1号线车站和14号线车站主体结构均为地下二层车站，B1層為站廳层，B2層為站台层。

#### 1号线车站楼层
| 1F  | 地面     | A、B出入口                                       | A、B出入口                                       | A、B出入口                                       |
| B1F | 站厅     | 客服中心、自动售票机、行李检查、闸机、车站控制室 | 客服中心、自动售票机、行李检查、闸机、车站控制室 | 客服中心、自动售票机、行李检查、闸机、车站控制室 |
| B1F | 连接通道 | 至 █ 14号线站厅                                  | 至 █ 14号线站厅                                  | 至 █ 14号线站厅                                  |
| B2F | █ 1号线  | 往河南工业大学方向（兰寨）                       | 往河南工业大学方向（兰寨）                       | 往河南工业大学方向（兰寨）                       |
| B2F | 岛式站台 |                                                  | 至站厅                                           | 卫生间                                           |
| B2F | █ 1号线  | 往河南大学新区方向（市民中心）                   | 往河南大学新区方向（市民中心）                   | 往河南大学新区方向（市民中心）                   |

#### 14号线车站楼层
| 1F  | 地面     | C、D出入口                                       | C、D出入口                                       | C、D出入口                                       |
| B1F | 站厅     | 客服中心、自动售票机、行李检查、闸机、车站控制室 | 客服中心、自动售票机、行李检查、闸机、车站控制室 | 客服中心、自动售票机、行李检查、闸机、车站控制室 |
| B1F | 连接通道 | 至 █ 1号线站厅                                   | 至 █ 1号线站厅                                   | 至 █ 1号线站厅                                   |
| B2F | █ 14号线 | 下客专用 (须水站尚未启用)                        | 下客专用 (须水站尚未启用)                        | 下客专用 (须水站尚未启用)                        |
| B2F | 岛式站台 |                                                  | 至站厅                                           | 卫生间                                           |
| B2F | █ 14号线 | 往莲湖方向（市民大道）                           | 往莲湖方向（市民大道）                           | 往莲湖方向（市民大道）                           |

### 站厅
铁炉站的1号线车站和14号线车站各设一座站厅，各设有客服中心、自动售票机、行李检查、车站控制室等设施，其中1号线站厅位于东侧，14号线站厅位于西侧。站厅由闸机和栏杆分隔为付费区和非付费区，付费区位于1号线站厅的西部和14号线站厅的东部，均设有自动扶梯、步梯和无障碍电梯，连接对应的站台。两座站厅之间通过三条通道连接，其中南北两侧的通道连接非付费区，中间的通道连接付费区，为两线之间的换乘通道。在14号线站厅的C口通道拐角处设有卫生间和母婴室。

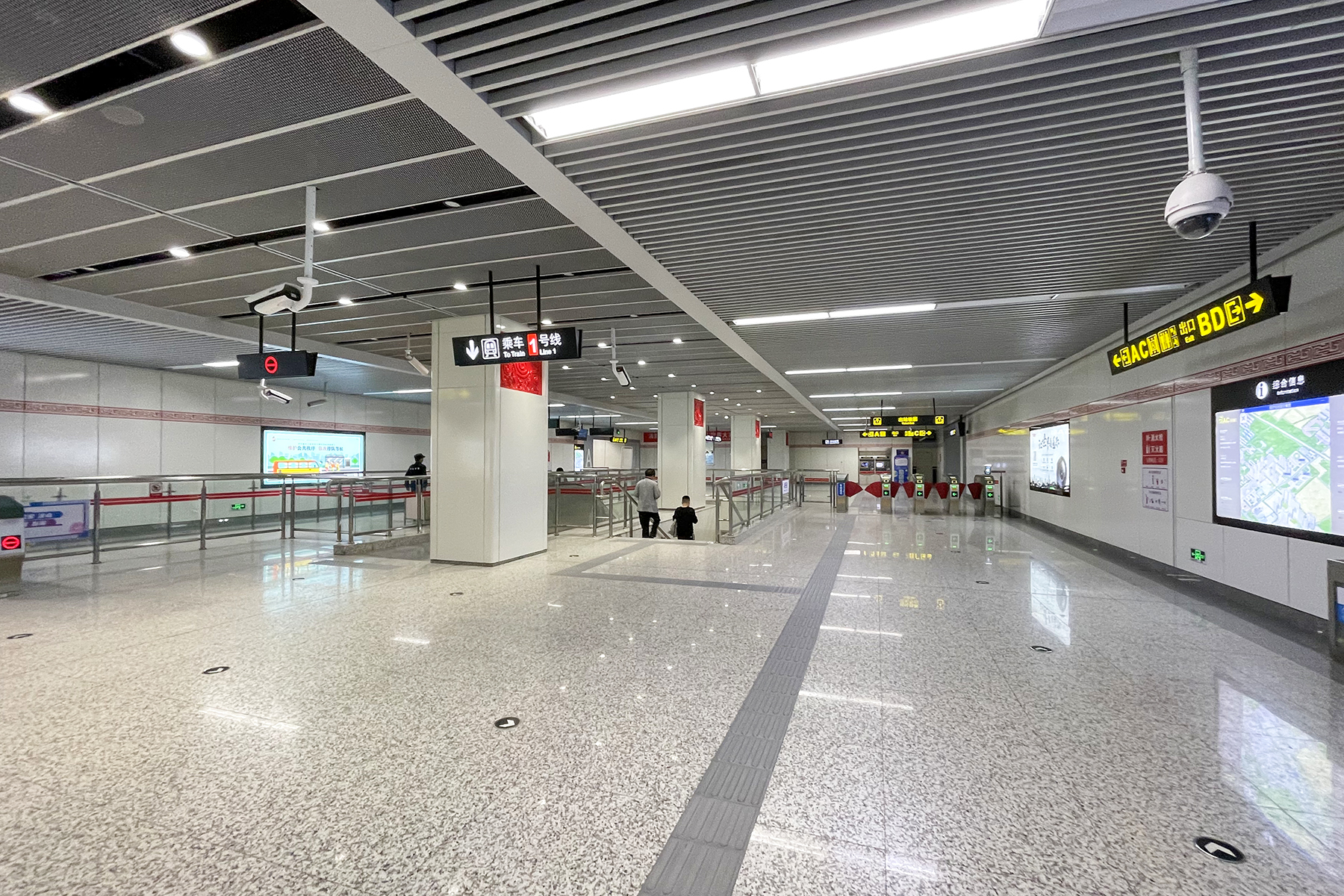
1号线站厅

### 站台
铁炉站的B2层设两座平行布置的岛式站台，均呈南北向。东边的岛式站台由1号线使用，其中西侧站台面由往河南大学新区方向列车的使用，东侧站台面由往河南工业大学方向的列车使用。西边的岛式站台则由14号线使用，西侧站台面由往莲湖方向列车的使用，因14号线的终点站须水站尚未开通，东侧站台面目前作为14号线的终到站台，仅供终到列车下客用。14号线站台的南端设有卫生间和母婴室。两座岛式站台之间无直接通道连接，乘客需通过站厅来往两座站台进行换乘。

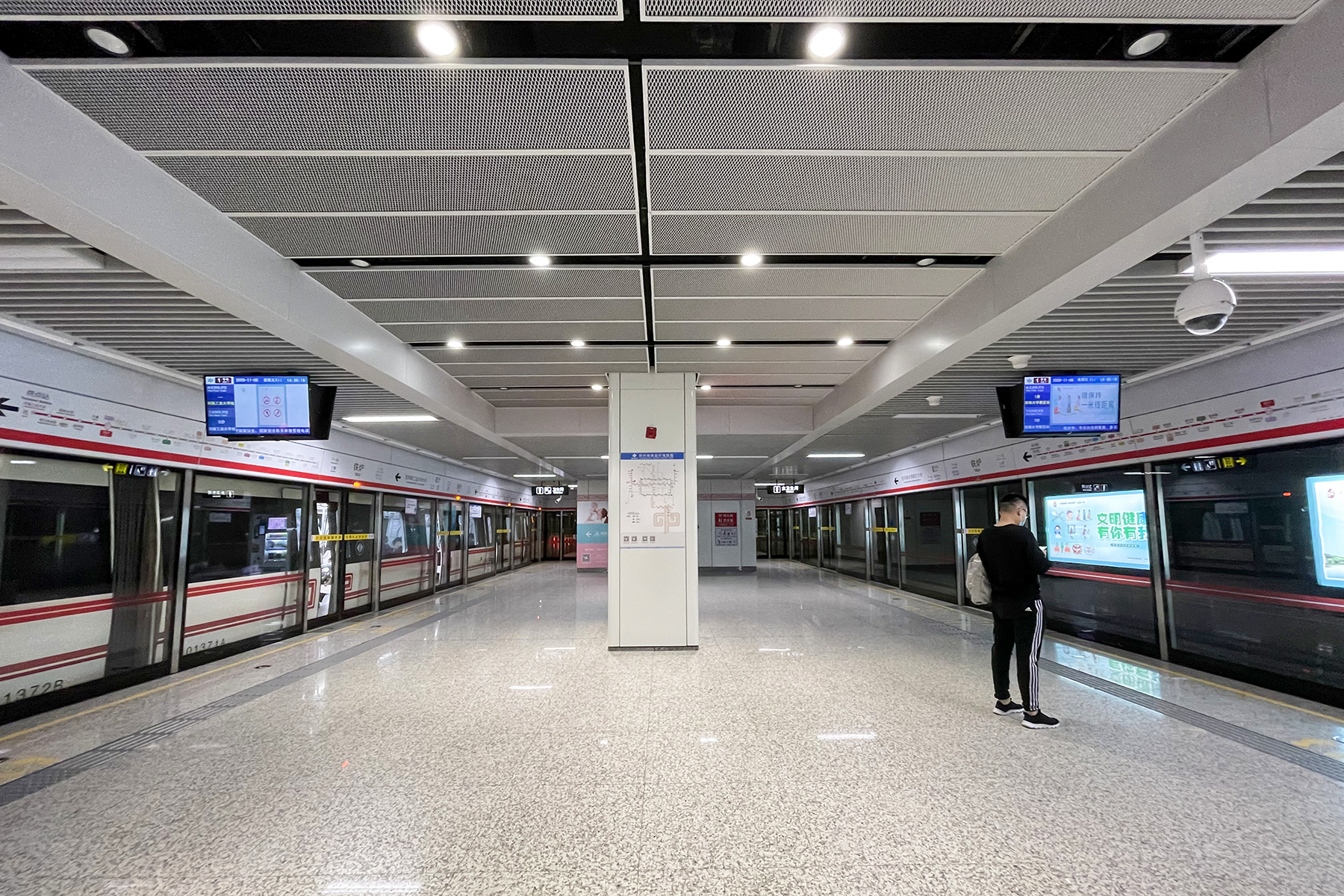
1号线站台
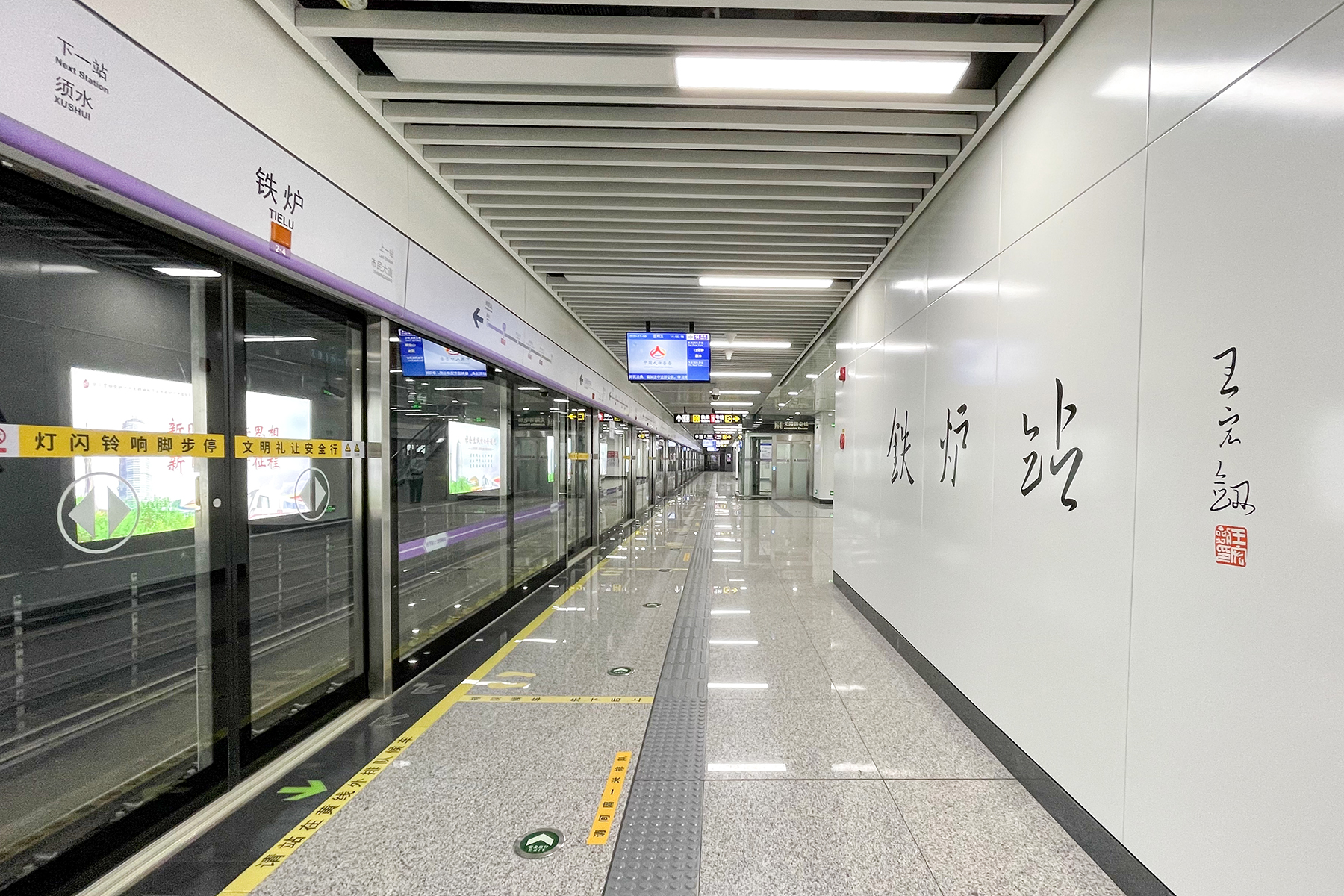
14号线站台上的大字壁

### 出入口
铁炉站设有4个出入口，其中A、B口位于长椿路东侧，连接1号线站厅，C、D口位于长椿路西侧，连接14号线站厅。A口设有无障碍电梯。
该站各出入口信息如下表所示。
| 铁炉地铁站A口 | 铁炉地铁站A口 | 铁炉地铁站A口 | 铁炉地铁站A口 | 铁炉地铁站A口 |
| 编号          | 路线          | 路线          | 路线          | 备注          |
| ------------- | ------------- | ------------- | ------------- | ------------- |
| S217          | 大溪地公交站  | ⇆             | 铁炉地铁站    | 原12路支线    |

| 铁炉地铁站D口 | 铁炉地铁站D口 | 铁炉地铁站D口 | 铁炉地铁站D口 | 铁炉地铁站D口 |
| 编号          | 路线          | 路线          | 路线          | 备注          |
| ------------- | ------------- | ------------- | ------------- | ------------- |
| S217          | 大溪地公交站  | ⇆             | 铁炉地铁站    | 原12路支线    |

## 车站装饰
铁炉站14号线站厅的东侧墙面上设置有两面文化墙，分别位于中间换乘通道口的南北两侧。文化墙以不同角度的钢花形态为创作元素，南文化墙平视钢花四射的动，与北文化墙俯视钢花疑聚的静产生视觉对比。在钢花的中心设有乘客留影的位置，强调艺术与人的互动。

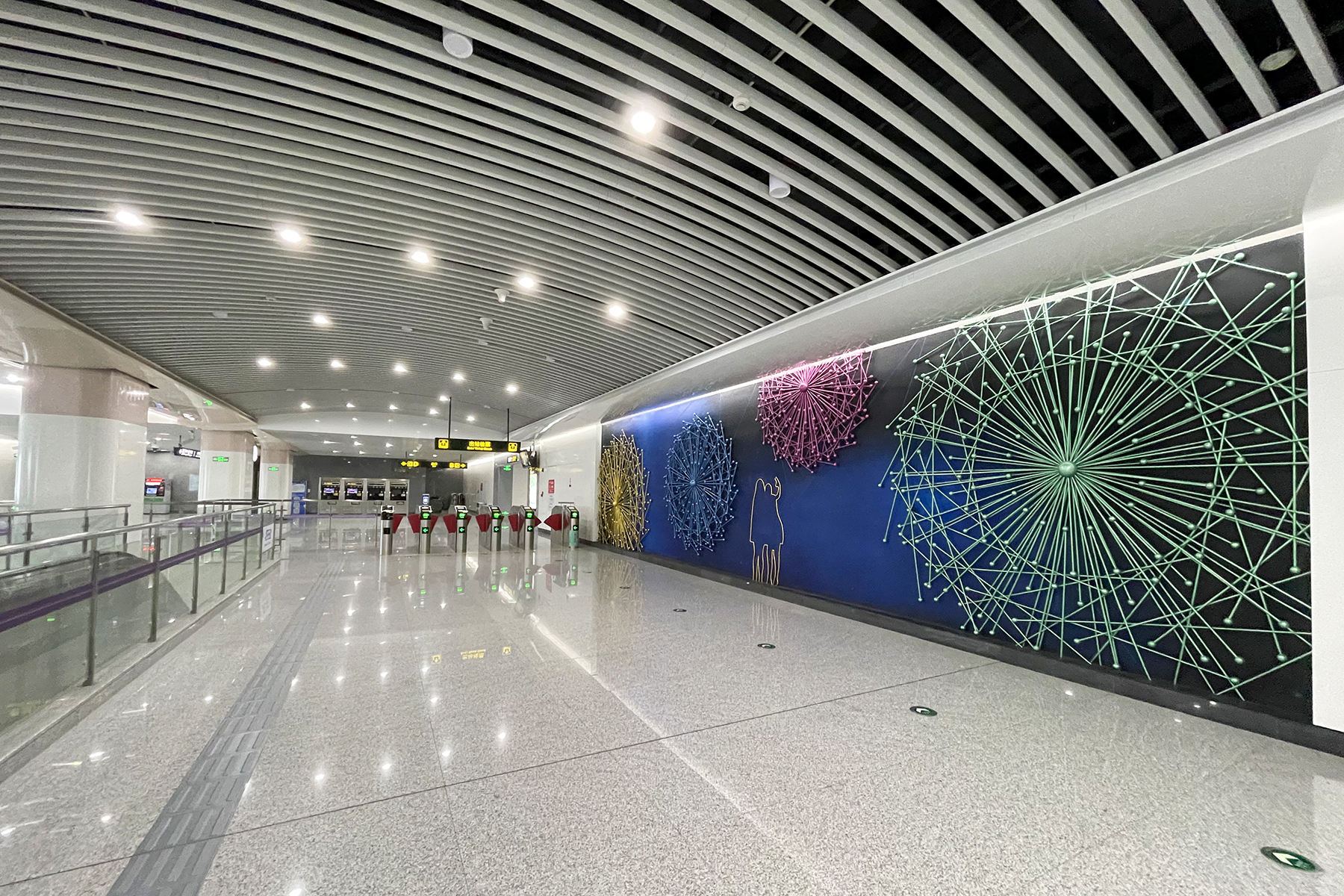
北文化墙（14号线站厅）
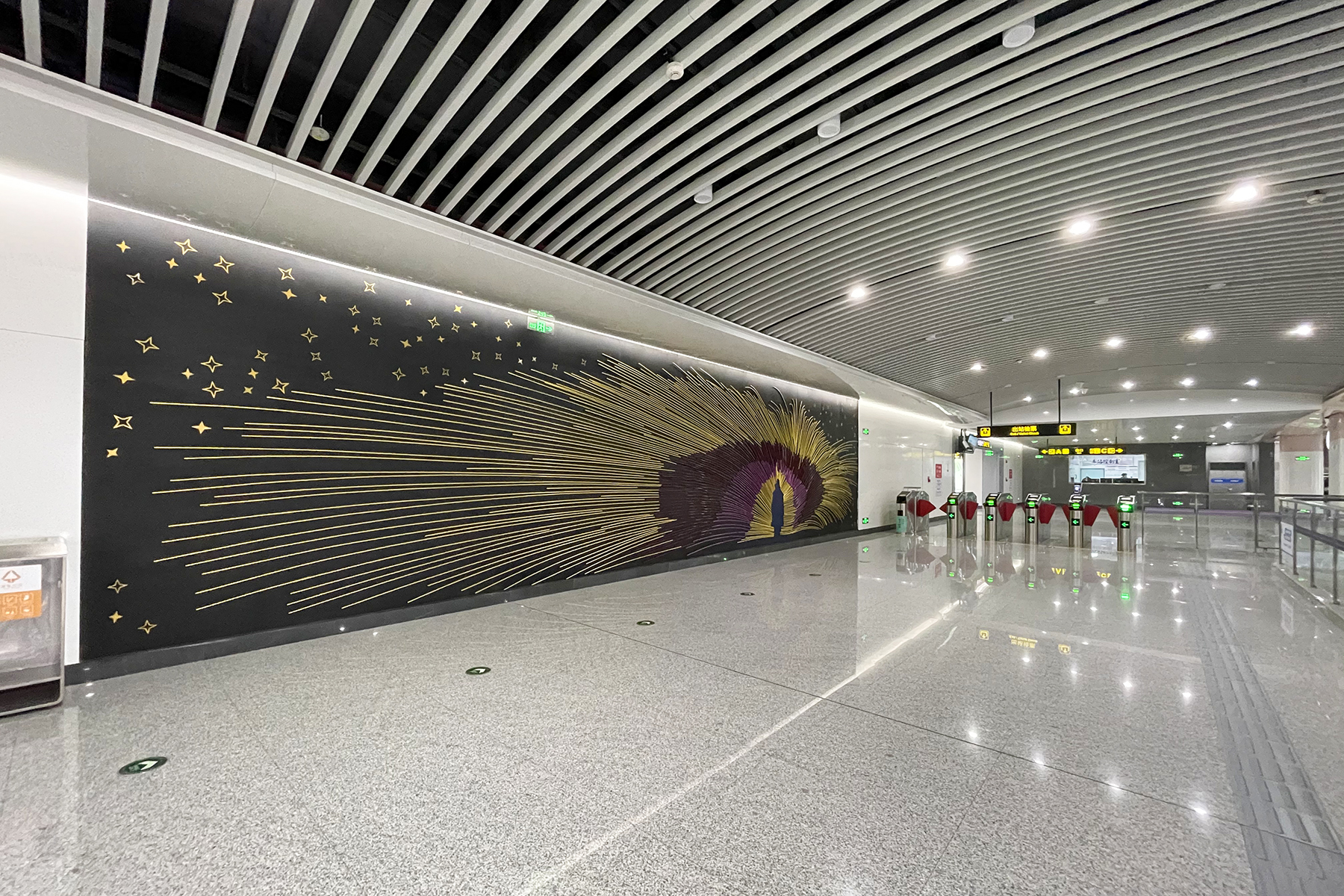
南文化墙（14号线站厅）

## 历史
铁炉站为郑州地铁1号线二期工程西段的车站，于2017年1月12日随1号线二期工程开通试运营而启用。2019年9月19日，郑州地铁14号线一期开通运营，铁炉站成为1号线和14号线的换乘站。
2020年1月28日，郑州地铁14号线暂停运营，至2020年11月4日起恢复运营。